# Killzone
Killzone è un videogioco di genere sparatutto in prima persona, uscito nel 2004 in esclusiva per la console PlayStation 2. È stato sviluppato da Guerrilla Games sotto la produzione di Sony Interactive Entertainment, ai tempi interessata ad un titolo che potesse rispondere ad Halo, celebre sparatutto esclusivo della diretta rivale Xbox.
Ambientato nel 2357, in un'epoca in cui la civiltà umana è riuscita a colonizzare altri pianeti, Killzone narra la storia di un gruppo di soldati dell'esercito ISA (Interplanetary Strategic Alliance) durante il conflitto contro le truppe separatiste Helghast, provenienti dalle colonie del pianeta Helghan. Per la rappresentazione bellica, il team di sviluppo ha inserito numerosi riferimenti visivi e narrativi alle due guerre mondiali.
Il gioco ha dato inizio al franchise di Killzone, che è diventato lo sparatutto di punta dell'ammiraglia Sony PlayStation, con seguiti usciti su PSP, PS3, PS Vita e PS4.

## Trama
Gli Helghast sono una fazione dissidente formata da uomini provenienti dalla Terra che, durante la fase di colonizzazione degli umani verso nuovi pianeti, si stabilì su Helghan. Questi uomini decisero di rimanere su Helghan nonostante le anomalie atmosferiche che provocarono deformità nei figli dei primi coloni. Con il tempo il corpo degli Helghast si è evoluto per sopperire le difficoltà alle quali era sottoposto nell'atmosfera di Helghan, diventando più forti, resistenti e con superiori capacità di recupero di un essere umano normale, ma allo stesso tempo ha sviluppato anche sindromi quali l'insofferenza al sole e problemi respiratori (ecco il motivo delle loro maschere). Abbandonati a loro stessi dal pianeta Terra, aumentò l'odio degli Helghast nei confronti dei terrestri. Questo clima di insoddisfazione portò alla prima guerra di Helghan, un conflitto devastante dal quale furono le forze terrestri ad uscirne vincitrici. Abbandonati al loro destino, in assenza di un leader, gli Helghast si ritrovarono a combattersi tra di loro fino all'arrivo di una nuova figura capace di guidare il popolo. Costui era Scolar Visari, il quale riuscì a porre fine alle guerre interne a Helghan ed a ricostruire l'esercito quale punto di forza del suo Popolo, puntando a risvegliare l'orgoglio e il patriottismo degli Helghast. Una volta consolidato il governo interno ad Helghan, Visari decise allora di attaccare il pianeta Vekta, il più vicino avamposto coloniale dell'esercito terrestre (chiamato UDC) che poi su Vekta inviò l'ISA.
Con una violenta ed efficace offensiva, le truppe Helghast sbarcarono sul pianeta Vekta, superando indenni le difese spaziali. Preoccupandosi soltanto di conquistare il pianeta, gli Helghast sterminarono chiunque si trovasse sulla loro strada.

### Le trincee
Il gioco inizia in una trincea, ultimo punto di difesa ISA dall'assalto Helghast. Il primo personaggio giocabile è Templar che, assieme ad un gruppo di soldati, tenta di tenere la posizione. Quando tutto sembra perduto, Templar viene a sapere da un soldato (Sanchez) che più avanti c'è un campo minato che può fermare temporaneamente gli Helghast, permettendo al gruppetto di soldati di ripiegare verso la base ISA, in modo tale da poter ricevere le nuove direttive del generale Vaughton. Dopo aver attraversato la città, devastata dal bombardamento, Templar riesce ad arrivare alla base ISA, vittima di un violento attacco Helghast. Dopo aver aiutato i soldati ISA all'ingresso della base, Templar riesce ad entrare nella base ed a incontrare il generale. Qui Templar apprende la situazione disastrosa dell'esercito ISA, del continuo sbarco di truppe Helghast e che le piattaforme SD a difesa di Vekta vanno riattivate mediante l'utilizzo di due chiavi di sicurezza, una si trova al centro comunicazioni e l'altra sulla piattaforma SD del generale Adams. Il generale Vaughton però, parla a Templar di una missione di salvataggio di un soldato infiltrato, rintanato insieme ad alcune truppe ISA nei sobborghi. Neanche il tempo di accettare la missione che una bomba centra in pieno l'edificio.

### Base ISA
Dopo l'esplosione, Templar decide di trovare i soldati con le chiavi, bloccati probabilmente dagli Helghast durante il loro assalto. La base ISA è distrutta in più punti, il nemico è penetrato al suo interno e i soldati ISA combattono con tutte le loro forze per arrestare l'avanzata degli Helghast. Templar grazie all'aiuto di molti soldati ISA riesce a trovare gli uomini con le chiavi di riattivazione delle piattaforme SD, intrappolati nella sala del server. Con le chiavi, Templar viene scortato dai soldati per un breve tratto, fino a che non verrà lasciato solo con l'obbiettivo di incontrare il generale Vaughton.
Templar si ritroverà ad affrontare un gran numero di Helghast e alla fine riuscirà ad arrivare al punto d'incontro, ma ad attenderlo ci sono 4 cecchini helghast.
Per fortuna di Templar, i cecchini vengono uccisi da Luger, un'ufficiale mandata come supporto per Templar per la sua missione di salvataggio.
Templar, dopo aver spiegato a Luger la loro missione, decide di incontrare il generale al parco, nuovo punto di incontro. I due decidono quindi di arrivarci passando attraverso quel che resta della metropolitana.

### Il parco
Templar e Luger attraversano la metropolitana aiutando truppe ISA, bloccate dagli Helghast con il compito di impedire l'accesso al parco. I due soldati riescono però ad arrivare al parco oramai controllato dagli Helghast. Anche qui la lotta è molto dura e con l'aiuto di altri soldati ISA, Templar scopre la posizione di Vaughton. Arrivato alla sezione dove si trova il generale, Templar e Luger sentono il rumore di carri corazzati e sono obbligati a nascondersi, ma senza aver il tempo di pensare a cosa fare, un soldato ISA si avventa sugli Helghast e con un lanciamissili distrugge un corazzato. Templar decide di buttarsi nella mischia sfruttando come diversivo l'attacco del soldato.
Eliminati gli Helghast, Templar scopre dal soldato che il generale Vaughton è stato fatto prigioniero, quindi prende il comando della piccola squadra appena formata e libera il generale.
Templar darà al generale le chiavi per le piattaforme SD, egli però decide di affidare a Templar una missione di soccorso di una spia convincendo il soldato ISA che li aveva aiutati poco prima. Il nome del soldato è Rico Velasquez, un sergente.
La squadra inizia così la sua difficilissima missione dietro le linee nemiche.

### I sobborghi
La squadra si dirige verso il centro commerciale dove si trova il colonnello Hakha, ma incontra molta resistenza, tra cui mitraglieri, navi da sbarco, molti soldati e ufficiali.
Questa zona di Vekta è distrutta dai bombardamenti e dagli scontri tra soldati ISA e Helghast. Ciononostante, la squadra di Templar riesce ad arrivare al centro commerciale, dove però troverà solo dei soldati ISA morti. Giustiziati, come sottolinea Rico. Uno solo è ancora vivo, il soldato Sanchez che Templar aveva incontrato nella trincea durante il primo attacco, il quale riesce a dire a Templar che Hakha è stato catturato dagli Helghast poco prima e che quando lo troveranno rimaranno stupiti. Templar decide di muoversi, così esce dalla struttura insieme alla sua squadra, dirigendosi verso la zona indicata dal soldato. Dopo molti scontri a fianco dei soldati ISA dispersi e separati dalle altre unità, Templar e la sua squadra trovano una zona difesa da soldati d'élite Helghast. Dopo averli eliminati Templar scopre ciò che disse Sanchez; Hakha è un Helghast. Templar sa di non potersi fidare di un Helghast, benché disertore, ma decide di fidarsi del generale Vaughton portandogli Hakha in modo che la spia possa rivelare al generale tutte le informazioni in suo possesso.

### Il porto
Templar e la sua squadra arrivano in prossimità del porto: l'obiettivo è trovare una barca e portare Hakha all'Up Link, la base di rifornimento orbitale che lo avrebbe portato alle piattaforme SD dove si stava dirigendo il generale Vaughton.
Per Templar però c'è un altro problema, ossia la diffidenza di Rico nei confronti di Hakha: il sergente infatti è accecato dall'odio per gli Helghast che hanno ucciso tutti i suoi compagni di squadra durante lo sbarco su Vekta. La squadra riesce ad arrivare al porto difendendo le spiagge dall'arrivo delle truppe Helghast. Il porto in parte è controllato dai nemici e il manipolo di soldati sa che deve trovare una barca per concludere la sua missione addentrandosi in zone di guerra dove le truppe ISA combattono furiosamente per tenere la posizione. Prima di entrare nell'area occupata dagli Helghast, Hakha ferma Templar dicendogli che deve accedere al main frame per analizzare le informazioni da lui trovate.
La spia ha infatti scoperto che un computer della piattaforma SD che non ha fermato lo sbarco Helghast è in mano nemica. Templar accetta (dopo aver fermato i suoi soldati che si stavano scontrando tra di loro a causa dei continui sospetti di Rico nei confronti di Hakha), il disertore Helghast entra nel main frame e scopre che il computer nelle mani nemiche è quello del generale Adams.
Subito dopo la piattaforma SD attacca una struttura ISA vicina, Templar comprende la gravità della situazione e il rischio di essere ucciso del generale Vaughton. Templar decide di arrivare alle piattaforme SD e di fermare Adams. La squadra si impossessa di due navi d'attacco Helghast e si dirige all'Up Link, ma verrà attaccata durante il tragitto, riuscendo ad evitare i missili lanciati dai nemici ma non che le barche si scontrino. Templar e i suoi si ritrovano in una palude in pieno territorio Helghast.

### La palude
Dopo l'incidente la squadra di Templar scopre di trovarsi in pieno territorio nemico, lontano dalla base di rifornimento dove il gruppo è diretto. Affrontando la forte resistenza la squadra arriva ad una base codice 3-3, che gli Helghast utilizzano per gli attacchi preventivi. Su consiglio di Hakha, la squadra crea un diversivo distruggendo la base, confondendo il nemico e dirigendosi verso una base ISA che si trova nelle vicinanze. Sconfitta la resistenza, la squadra si dirige alla meta con un gruppo di soldati attaccato dagli Helghast; Templar e i suoi difendono l'esterno della base e riescono ad accedere al computer interno con l'obiettivo di avvertire il generale Vaughton del tradimento del generale Adams, ma prima di poter usare la radio un soldato ISA ferma la squadra, accusandola di tradimento.
Luger riesce a bloccarlo e Templar inizia ad interrogarlo, scoprendo che Adams ha ucciso Vaughton. Distrutto dalla notizia della morte del suo mentore, Templar decide di continuare la missione, arrivare alle piattaforme SD e uccidere Adams, ma cambia idea quando Hakha intercetta una conversazione Helghast, la quale informa la squadra che il generale Adams sta scendendo su Vekta per dirigersi ad un ricevitore gps, utilizzato dalle piattaforme SD per mappare i territori.
La squadra si trova ad attraversare un'altra palude affrontando una forte resistenza tra cui corazzati e granatieri. Arrivati al ricevitore gps ed eliminati i nemici, la squadra non trova Adams e capisce che era una trappola. Rico si avventa su Hakha, continuando a sostenere che non ci si può fidare di lui.
Templar riesce a ricompattare la squadra, convincendo Rico almeno a collaborare con Hakha, infine decide di continuare la missione.

### La giungla
Arrivati alla giungla, la squadra incontra parecchia resistenza, tra cui accampamenti e mezzi corazzati oltre ad ufficiali di alto grado Helghast, inoltre sabota un ponte per bloccare il passaggio di rinforzi; dopo ciò Templar e i suoi si dirigono ad una base Helghast con l'obiettivo di raccogliere informazioni e decidere cosa fare.
Distrutti dei depositi di munizioni e uccisi gli ufficiali del campo, il gruppo accede ad un computer e lì decide che nonostante le scarse probabilità di riuscita bisogna arrivare all'Up Link. Prima di ciò la squadra si sarebbe dovuta spostare in una base ISA, dove avrebbe cercato un veicolo per potersi muovere più velocemente. La squadra inizia a muoversi in direzione di una stazione missilistica ISA nelle vicinanze.

### Stazione missilistica
La stazione missilistica di Vekta è oramai nelle mani degli Helghast. Templar decide di infiltrarsi nella base al fine di trovare un veicolo per arrivare all'Up Link. La resistenza è intensa a causa di molti ufficiali e del generale Lente in persona, arrivati alla base per fermare Templar e i suoi.
La squadra penetra nella base e decide di bloccare i missili così che gli Helghast non li utilizzino più contro le città di Vekta. Fatto ciò, il gruppo si dirige all'eliporto per prendere la nave di Lente ed eliminare il generale, supportato dalle guardie del corpo, i migliori soldati Helghast.
Sconfitto Lente, la squadra scopre che Hakha una volta comandava le truppe del generale, cioè quelle su Vekta. Hakha stesso uccide Lente quando quest'ultimo gli rivela di avergli ucciso il fratello. Con un veicolo, l'Up Link diventa la prossima destinazione della squadra.

### La strada per l'Up Link
Nonostante il veicolo appena preso, Templar decide di percorrere l'ultimo tratto di strada a piedi per evitare la contraerea. La squadra si trova tra le montagne in mezzo a posti di blocco degli Helghast. L'obiettivo è quello di raggiungere una stazione radar nelle vicinanze per disattivarla e favorire l'infiltrazione all'Up Link. Superati i vari posti di blocco, il gruppo arriva alla stazione, difesa da soldati d'élite e truppe d'assalto, che rendono ancora più difficile la missione. La squadra riesce a superare tutte le avversità, anche il massiccio gruppo di Helghast messo tra la stazione radar e l'Up Link. Finalmente la squadra arriva a destinazione alla ricerca di uno shuttle per raggiungere le piattaforme SD.

### Piattaforma SD
Arrivati all'Up Link la squadra inizia a cercare un mezzo per raggiungere la piattaforma SD, ma l'unico disponibile è sorvegliato dagli Helghast. Con grande abilità il gruppo riesce a sbaragliare la resistenza e portare lo shuttle fuori dall'hangar, dopodiché lo utilizza per raggiungere la piattaforma.
Agganciata allo shuttle la squadra entra nella stazione dopo aver incontrato un gruppo di Helghast, ufficiali compresi.
Nonostante lo spazio limitato, Templar e i suoi prevalgono e arrivano finalmente alla piattaforma mediante un ponte di collegamento; durante il viaggio il gruppo vede la flotta terrestre, arrivata per aiutare i soldati ISA sulla terra, venire attaccata dalla piattaforma SD, subito arriva il contrattacco della flotta terrestre.
Templar inizia quindi a pensare ad un piano per evitare perdite nella flotta terrestre: la squadra si dovrà dividere e ognuno avrà la sua missione. Templar penserà al sistema di raffreddamento della piattaforma impedendogli di sparare, Luger manderà un segnale di cessate il fuoco alla flotta terrestre, Rico si occuperà della fanteria Helghast che ha occupato gli alloggi della piattaforma e Hakha disattiverà il programma di esplosione delle navette che gli Helghast hanno utilizzato per sbarcare nella piattaforma.
Completate le missioni tutti si sarebbero riuniti nella sala principale della struttura.
Dopo la scena varia a seconda del personaggio scelto: la squadra arriva dal generale Adams e si scontra con un folto gruppo di guardie del corpo. La squadra blocca gli Helghast, mentre il personaggio scelto dal giocatore (visti i successivi episodi di Killzone dovrebbe essere Templar) incontra Adams ma poco dopo sopraggiungono soldati Helghast e Adams ne approfitta per fuggire. Templar guida i suoi verso lo shuttle per scappare dalla piattaforma che sta iniziando a collassare.
Arrivati allo shuttle Luger si mette ai comandi e Templar e Rico coprono Hakha mentre risolve un problema al condotto carburante; qui Rico salverà Hakha da una situazione difficile mettendo fine alle loro precedenti dispute e dando inizio ad un'amicizia. Luger riesce a far partire lo shuttle prima dello scoppio delle piattaforme SD, Adams invece viene schiacciato da un soffitto crollato.
Il gioco finisce con la consapevolezza di una piccola vittoria che non metterà fine alla guerra ma che farà sì che gli ISA non si facciano trovare impreparati al prossimo attacco Helghast.

## Personaggi principali
Jan TemplarCapitano dell'esercito ISA, membro delle RRF, 28 anni, è il primo personaggio giocabile nonché leader del gruppo. Templar si ritrova dopo l'assalto Helghast nelle trincee a guidare un gruppo di uomini nel tentativo di tornare alla base ISA, (dove poi riceverà la missione di trovare il colonnello Hakha). Equilibrato, molto versatile e con spiccate doti di comando, è in grado di utilizzare qualsiasi arma. Templar è il vero protagonista di Killzone, ha un ruolo centrale nella trama ed è il collegamento ai vari avvenimenti. È anche il protagonista dell'episodio su PSP, mentre in Killzone 2 è promosso colonnello e dirigerà l'invasione di Helghan dalla nave ammiraglia New Sun.
LugerUnico personaggio femminile del gioco, fa parte dei Marescialli Ombra, un'unità d'élite dell'esercito ISA. Esperta di infiltrazioni, è un ottimo soldato, estremamente veloce, equipaggiata con sensori termici e armi silenziate, anche se non può utilizzare armi pesanti ed è meno resistente. Ha avuto una relazione con Templar, alla quale ha però rinunciato per continuare la sua carriera militare. Durante lo svolgimento del gioco le viene dato l'ordine di supportare Templar, diventando così il secondo personaggio giocabile. Appare come personaggio non giocabile in Killzone: Liberation.
Rico VelasquezUna macchina da guerra umana, pesante ma resistentissimo, sa usare qualunque arma pesante con effetti devastanti. Nato nei sobborghi di Vekta, la sua intera squadra, nel tentativo di fermare l'avanzata degli Helghast, è stata trucidata e per questo nutre uno smisurato odio nei loro confronti. Incontra Templar e Luger nel parco di Vekta City, dove decide di aiutarli nella loro missione. Rico è probabilmente il personaggio più amato dagli sviluppatori, visto che compare su PSP come personaggio di supporto. Compare inoltre nel secondo episodio come il capo della squadra Alpha. Compare anche nel terzo capitolo, come co-protagonista (Killzone 3)
Gregor HakhaDisertore dell'esercito Helghast, Hakha è un mezzo-sangue (mezzo Helghast e mezzo umano). Esperto di tutte le armi Helghast e delle loro tecnologie, non sa usare armi ISA. Colto, molto abile e con uno spiccato senso strategico, Hakha è un ex-colonnello della terza armata Helghast, cioè quella che attacca Vekta sotto il comando del generale Lente (di cui Hakha era il braccio destro). Hakha lascia l'esercito Helghast perché vede crollare i suoi ideali, diventando una spia per l'esercito ISA. Nel gioco viene catturato dagli Helghast dopo essersi rifugiato nei sobborghi con un gruppo di soldati ISA; viene liberato da Templar e dalla sua squadra. Nella versione per PSP appare solo nella campagna in multiplayer.
Joseph LenteGenerale della terza armata di Helghan, è il responsabile della mobilitazione dell'esercito Helghast. Rispettato da ogni soldato della sua armata, Lente è un ex ufficiale d'élite e un ottimo soldato. La sua scalata ai vertici dell'esercito è data dal suo cinismo e dal suo sfrenato patriottismo. L'unico momento di rallentamento alla sua scalata al potere si ha quando un gruppo di ufficiali anziani diserta. Morente, rivela al suo ex braccio destro Hakha di avergli ucciso il fratello: sarà proprio Hakha a dargli il colpo di grazia.
Bradley VaughtonIl generale Vaughton è il capo delle forze armate ISA su Vekta al momento dell'attacco degli Helghast. Veterano della prima guerra di Helghan, Vaughton è il mentore di Templar, figlio di un suo caro amico morto in guerra. I due sono legati da una forte amicizia e da reciproco rispetto. Morirà ucciso da un suo alleato, il generale Adams, nel tentativo di riattivare le piattaforme SD per fermare gli Helghast.
Stuart AdamsIl generale Adams aveva il compito di dirigere le piattaforme SD per la difesa di Vekta fino a che, conquistato dagli ideali degli Helghast, tradirà l'ISA permettendo agli Helghast di sbarcare su Vekta. Oltre al tradimento Adams si macchia anche dell'omicidio del generale Vaughton. Verrà ucciso dalla squadra di Templar al loro arrivo alle piattaforme, nonostante la protezione degli Helghast.
Scolar VisariLeader degli Helghast, sale al potere nel momento più difficile riunificando la nazione puntando sul patriottismo e sul risentimento degli Helghast per i terrestri. Visari elimina tutti i suoi rivali e sale rapidamente al potere. Su Helghan è visto come un liberatore e un eroe patriottico. Sarà lui a decidere di attaccare Vekta.

## Esercito ISA
Regolari ISASono la base dell'esercito ISA, dotati di grande forza fisica sono vere macchine da guerra, i più forti diventano specialisti con le armi pesanti. Occupano il 75% dell'esercito ISA. Rico è un sergente che fa parte di questo reparto.
Rapid Reaction Force (R.R.F.)I soldati più dotati a livello strategico dell'esercito ISA. Rappresentano la prima linea di difesa di Vekta. Hanno ottime capacità generali, sia per quanto riguarda abilità fisiche che di combattimento, ma il loro punto di forza è nelle loro doti di comando che permette a squadre di pochi uomini di avere la meglio su gruppi di nemici più numerosi. Occupano il 15% dell'esercito ISA, Templar è un capitano delle RRF. Nel gioco capita spesso di combattere al loro fianco.
Marescialli OmbraRappresentano l'élite degli operativi speciali, hanno grandi capacità fisiche che gli permettono di accedere a zone meno accessibili ad altri reparti, inoltre sono molto abili nelle operazioni di spionaggio e sono attrezzati con coltelli e visori termici. Solo il 5% dell'esercito ISA fa parte dei Marescialli Ombra, tra cui Luger.
Operativi Sotto CoperturaAddestrati in modo particolare ricevendo in particolare sulle tattiche di combattimento degli Helghast per mantenere la copertura. Dotati di buon equipaggiamento, tra cui chip di sicurezza per passare i sensori Helghast senza essere scoperti, hanno anche ottime capacità fisiche. Hakha è una spia di un reparto che occupa il 5% dell'esercito.

## Esercito Helghast
A causa della loro conformazione genetica gli Helghast sono più robusti degli esseri umani, e tutti sono fedeli al loro esercito che è numeroso, ben addestrato e ben equipaggiato. L'esercito Helghast si divide in 7 categorie, ognuna delle quali presenta soldati addestrati nell'uso di una specifica arma. Nel corso dei capitoli, alcuni di loro saranno impiegati all'uso di postazioni fisse.
Soldato Base HelghastI soldati che si incontrano più frequentemente nel gioco. Sono la fanteria dell'esercito Helghast, forti e con buone capacità di recupero. Sono armati principalmente con gli STA-52, il fucile d'assalto standard dell'esercito Helghast, ma nel corso del gioco la fanteria può contare anche su mitragliatrici e lanciagranate. Tra i soldati di fanteria si possono notare gli ufficiali che hanno un elmetto differente con il simbolo Helghast sulla fronte. Vi sono dei Soldati Base con un'armatura leggermente più pesante dei comuni soldati ed una borsa a tracolla, e sono armati con delle Pistole Mitragliatrici. Quando uccisi, capita spesso che rilascino dei kit medici. Si trovano in tutti i livelli del gioco.
Soldato LeggeroQuesti soldati sacrificano parte della corazza per una maggiore velocità, che gli serve per accorciare le distanze con il nemico e poterlo aggirare rapidamente. Utilizzano il fucile d'assalto STA-52, unica arma che questo reparto usa.
Soldato D'ElitèPiù potenti dei soldati standard, sono posizionati a difesa delle posizioni cruciali o per supportare un attacco. Le loro corazze sono più resistenti di quelle della fanteria standard. Esistono sia fucilieri che granatieri, ma i più temibili sono i mitraglieri a causa del loro alto volume di fuoco. Si trovano dal secondo livello in poi, ma il loro numero cambia a seconda del personaggio scelto.
Soldato D'AssaltoDotati di una corazza più spessa di quella degli altri reparti, che però gli permette di muoversi in modo ugualmente rapido sul campo di battaglia, ci sono fucilieri, granatieri e mitraglieri oltre che soldati armati di lanciarazzi. Come i soldati D'Elitè il loro numero dipende dal personaggio scelto. Sono truppe molto resistenti e difficili da affrontare.
CecchinoHanno armatura e resistenza pressoché identiche a quelle dei soldati d'assalto, ma sono distinguibili per il colore dell'uniforme (mimetica e non monocromatica). Sono armati di fucile di precisione e sono spesso posizionati in zone nascoste e rialzate da dove possono colpire senza essere rilevati.
Guardia Del CorpoI soldati più pericolosi da incontrare, resistenti e precisi, non temono il contatto ravvicinato, vengono utilizzati per difendere personale importante o posizioni cruciali. Sono tra i più forti e pericolosi soldati Helghast. Si incontrano per la prima volta nel nono livello e sono armati con fucili e mitragliatori.
Drone HelghastRobot dotato di 2 mitragliatrici leggere, spara a vista. In alcuni capitoli, premendo appositi monitor, si rivoltano contro gli Helghast. Facilmente eliminabili, sono molto veloci. Esplodono quando uccise, provocando danno a chiunque (senza distinzione) si trovi nel raggio dell'esplosione (non molto ampio).
Ufficiale HelghastUfficiali di base o brigata che impartiscono ordini sul campo di battaglia. Si incontrano per la prima volta nell'ottavo livello, sono armati con le pistole IVP-18.

## Modalità di gioco
Killzone ha due modalità di gioco: la prima è la Campagna per giocatore singolo, formata da 11 livelli divisi a loro volta da più sottolivelli. All'inizio di ogni livello il giocatore può scegliere uno tra i quattro personaggi disponibili, i personaggi si sbloccano incontrandoli nel gioco. La seconda si chiama Campi di Battaglia e riguarda il gioco multigiocatore, sia online che per 16 giocatori, sia a schermo condiviso. Ci sono 6 modalità: Deathmatch normale e a squadre; Difendi E Distruggi; Assalto, dove una squadra si difende e l'altra attacca, con rifornimenti aerei che il giocatore deve recuperare e portare alla propria base. L'ultima modalità è Dominazione, dove bisogna conquistare delle postazioni prima del nemico: il giocatore può giocare al fianco di 7 alleati mossi dalla CPU nel caso di partite a schermo condiviso, e sono presenti 8 mappe di gioco che si ispirano ai livelli del gioco in singolo.

### Armi
In Killzone sono state implementate 22 armi: 9 da fuoco, 7 esplosive (granate, anticarro), 4 postazioni fisse e 2 coltelli. 12 Helghast e 10 ISA.
M-82GFucile base della fanteria ISA. Il fucile d'assalto M82 è l'arma di sostegno principale dell'esercito ISA. Benché venga considerato più preciso dell'equivalente più simile in dotazione agli Helghast, le sue velocità e capacità di fuoco sono relativamente basse. In compenso, l'M82-G è dotato di un lancia granata a colpo singolo ("G-Pack"). Ha un caricatore di 30 colpi.
STA-52 LARFucile della fanteria Helghast adatto per combattimenti a breve e media distanza, la variante fucile leggero d'assalto (LAR) della piattaforma modulare. Lo STA-52 è un fucile automatico su cui sono montati una doppietta a colpo singolo e un mirino olografico. Il caricatore contiene 50 colpi.
M4Pistola ISA, potente e precisa, ha due difetti: Lo scarso volume di fuoco e solo 7 colpi di caricatore. Reperibile in pochi livelli si rivela un'ottima arma di supporto.
IVP-18pistola Helghast, al contrario della controparte ISA quest' arma punta sul volume di fuoco e un caricatore di 18 colpi. Ha anche un attacco secondario che consiste in raffiche singole che provocano più danni al nemico riducendo il volume di fuoco. Utilizzata da granatieri e ufficiali.
M66Arma in dotazione ai Marescialli Ombra, raffica singola e automatica, dotata di silenziatore e mirino. 30 colpi di caricatore.
STA-52 SLARFucile di precisione Helghast. Variante della piattaforma modulare STA-52, il fucile d'assalto leggero da cecchino (SLAR) ad alta precisione è caratterizzato da un rivestimento mimetico, un cannocchiale-mirino con reticolo illuminato e una canna più lunga per aumentare la velocità dei proiettili. Estremamente preciso sulle lunghe distanze, presenta tuttavia una bassa velocità di fuoco e una limitata capienza del caricatore con solo 6 colpi.
M-13Il fucile semi-automatico M-13 (soprannominato "Lucky Strike") spara ad ogni colpo una densa nube di pallini tossici. Quest'arma è in grado di immobilizzare praticamente qualsiasi avversario, ma i lunghi tempi di ricarica rendono vulnerabile l'operatore se questi manca il colpo. 8 colpi di caricatore.
Lanciarazzi multiplo (MLR) BLR-06 HadraL'arma da trasporto più pesante in dotazione all'esercito Helghast, il lanciarazzi multiplo (MLR) BLR-06 Hadra era progettato per neutralizzare e distruggere i veicoli corazzati nemici. È dotato di tre bocche da fuoco in grado di sparare un solo razzo o tre salve di razzi su una traiettoria non diretta.
M404Lanciamissili ISA,colpo singolo con possibile puntamento laser, più potente del lanciarazzi Helghast oltre che più leggero. Ottimo per distruggere i corazzati.
BP02 Pup Granata LauncherLancia granate a colpo singolo Helghast.
M327 Granata LauncherLanciagranate ISA che può lanciare fino a 6 granate consecutive, il suo attacco secondario permette di lanciare granate che aderiscono a qualunque cosa aspettando di rilevare un movimento per esplodere.
Coltello da Combattimento FSK-7 FuryColtello Helghast, simile a una piccola ascia.
Coltello da combattimento M32Arma utilizzata dai Marescialli Ombra.
Pnv-3 Siska Squad CannonPesantissima arma Helghast che spara granate anticarro, utilizzato dalle truppe d'assalto.
StA3 Stova Machine GunMitragliatrice leggera Helghast,100 colpi di caricatore potente con un gran volume di fuoco e discreta precisione.
Mitragliatore di supporto M224-A3 (o "Chaingun")L'arma di Rico, potente, senza caricatore, con 800 colpi e un'autonomia di 200 consecutivi prima del surriscaldamento della'arma, M224-A3 e un'arma devastante che può abbattere anche veicoli corazzati grazie al lanciamissili montato sotto la canna. La potenza però compensa il peso eccessivo dell'arma.
BDL Dohvat Laser DesignatorDesignatore laser Helghast, utilizzato dalla fanteria per bombardamenti mirati, è presente in un unico livello.
Granata a percussione M194Soprannominata "Door Knocker" per la sua tendenza a cogliere di sorpresa i soldati, la M194 è una granata a percussione standard che si innesca con una spoletta lenta.
EAW25/4 Chimera Heavy Weapons PlatformChimera è una mitragliatrice antiaerea che si rivela un'arma devastante per l'altissimo volume di fuoco grazie a 4 canne per sparare. Usata dagli Helghast come arma antiaerea, si rivela devastante sui veicoli da sbarco Helghast e sulla fanteria.
Chaingun VnS-10 ScyllaMitragliatrice Helghast usata per difendere posizioni importanti. Ha un alto volume di fuoco e una buona precisione.
VnD 10M Siren Mounted Granata LauncherStrutturalmente simile alla Chaingun VnS-10 Scylla
con la differenza dell'utilizzo di granate al posto dei proiettili.
M224 MOMAGMitragliatrice ISA utilizzata per difendere postazioni.

### Veicoli
LancerCarrarmato d'ordinanza ISA, monta un cannone principale più diverse mitragliatrici. Non è dotato di cingoli ma di grandi ruote
ACPVeicolo di trasporto truppe Helgast, monta una torretta mitragliatrice sul dorso. Esistono diverse varianti dell'ACP: oltre a quello con torretta sul dorso, infatti, è possibile trovarne con torretta antiaerea corazzata con 4 canne, oppure con 16 lanciamissili, usati in genere per attacchi a distanza. In entrambe le varianti il mitragliere è coperto.
Carroarmato HelghastUn potente carroarmato, usato dalle milizie Helghast per sfondare le linee nemiche e assaltare posizioni ben difese; è dotato di un cannone principale e di una torretta mitragliatrice. Questo veicolo si muove con dei propulsori che lo fanno fluttuare a pochi centimetri dal terreno.
Jet Bikesorta di aereo Helghast leggero, ma molto veloce. Principalmente è usato per intercettare le truppe terrestri e per effettuare ricognizioni. Può portare un solo soldato, ed è equipaggiato con una mitragliatrice situata nella parte anteriore del velivolo.
Nave da sbarco HelghastLargamente usata durante l'invasione di Vekta, questa nave ha il duplice impiego di trasportare le truppe nelle zone di battaglia sia di fornire supporto aereo nei combattimenti. Monta due torrette mitragliatrici laterali.
Shuttle ISAAstronave priva di armamento dell'esercito ISA, viene usata per principalmente per trasportare gli ufficiali e le truppe ISA su di astronavi o stazioni orbitanti.
Nave di arrembaggio HelghastQueste navi vengono usate per abbordare vascelli nemici e prenderne il controllo. L'esercito Helghast prenderà il controllo della piattaforma SD grazie a questa nave.
Incrociatore ISASpina dorsale dell'esercito ISA, queste enormi navi trasportano centinaia di soldati e veicoli. Come arma principale lanciano salve di missili mentre per la difese di punto montano numerose torrete pesanti terra-aria.
Incrociatore HelghastNavi spaziali prima usate come colonizzatrici del pianeta Helghan e poi convertite in incrociatori da battaglia, sono i veicoli più importanti dell'esercito Helghast

### Imbarcazioni
Nave d'assalto HelghastViene utilizzata per le invasioni marittime, in quanto trasporta velocemente le truppe. È provvista di un portellone da carico nella parte anteriore, che si abbassa diventando una rampa dalla quale i soldati possono scendere a terra.
Nave d'attacco rapido HelghastVeloce imbarcazione usata per le ricognizioni e per gli inseguimenti in mare aperto o nelle zone costiere. Questa nave è provvista di due mitragliatrici: una montata in posizione fissa a prua e azionata dal pilota, l'altra montata su una torretta e manovrata dal secondo membro dell'equipaggio. La velocità di questa nave non le consente di montare corazze spesse e resistenti, quindi è vulnerabile già al fuoco delle armi leggere.

## Sviluppo
Nonostante Killzone sia stato indirettamente pubblicizzato come "l'anti-Halo" della line-up PlayStation, lasciando erroneamente intendere che sia stato pensato come una diretta risposta al gioco di Bungie, le sue origini risalgono ad un periodo precedente rispetto all'arrivo di Halo: Combat Evolved su OS X, Microsoft Windows e Xbox. 
Nel 1999, i rappresentanti di tre studi olandesi della Lost Boy Games presentarono a Sony tre demo, tra cui quella di un FPS chiamato Core. Sony decise di stipulare un contratto, concordando la produzione di uno sparatutto dal nome provvisorio di Marines ed incentrato sul tema della guerra nello spazio. 
All'inizio del 2000, il prodotto fu mostrato alla Sony con un nuovo nome, Kin. Tuttavia, nello stesso anno, gli olandesi di Lost Boys iniziarono a lavorare ad un nuovo progetto multipiattaforma, poiché ancora riluttanti all'idea di rilasciare i propri titoli unicamente su piattaforme Sony: l'FPS Shellshock: Nam '67, che verrà ultimato e pubblicato nel settembre del 2004. 
Tra il 2002 e il 2003, i tre studi si unirono formando l'indipendente Guerrilla Games e il progetto Kin subì ulteriori modifiche, cambiando definitivamente nome in Killzone. Nel maggio del 2004, Killzone venne annunciato in maniera ufficiale alla conferenza Sony dell'E3, con un team di 60 persone alle spalle.
L'obiettivo che Guerrilla Games e Sony si erano proposte con Killzone era quello di portare su PlayStation 2 un valido FPS in esclusiva, andando ad arricchire l'offerta della console nipponica circa i titoli sparatutto, ai tempi sofferente rispetto al catalogo della concorrenza Microsoft Xbox e PC. 
Per questo motivo, era necessario lanciare sul mercato un videogioco di forte impatto. 

### Intelligenza artificiale
Guerrilla Games ha sviluppato un sistema di intelligenza artificiale denominato Dynamic Procedural Combat Tactics, che consente ai personaggi manovrati dal computer, alleati e ostili, di effettuare funzioni di valutazione che modificano i percorsi scelti, le manovre adottate e in generale la tattica degli scontri a fuoco in modo dinamico, con un sistema di algoritmi ed input che rendono il comportamento degli NPC meno uniforme e più imprevedibile rispetto agli algoritmi di ricerca utilizzati nell'I.A. di sparatutto come Left 4 Dead. 
Se in videogiochi come quest'ultimo i personaggi controllati dal computer eseguono delle azioni standardizzate e stabilite da una serie di script, l'intelligenza artificiale di Killzone cerca di raggiungere l'obiettivo più desiderabile in condizioni distinte: durante il combattimento, questo si traduce in azioni dinamiche adottate sulla base delle informazioni raccolte nella situazione specifica, che includono la quantità di copertura dalle minacce primarie e/o secondarie, le linee di fuoco, le zone di pericolo e la strategia tattica adottata dal giocatore. 

## Accoglienza
La rivista Play Generation classificò Vekta come il quinto pianeta più ostile presente nei titoli per PlayStation 2.